# Marian Urdabayeva
Marian Urdabayeva (em cazaque: Мариан•Урдабаева; Esik, 3 de abril de 1988) é uma judoca cazaque. Representou o Cazaquistão nos Jogos Olímpicos de Verão de 2016 no Rio de Janeiro na categoria de até 63 quilos.

## Biografia
Marian Urdabayeva nasceu em Esik, uma vila da cidade de Almati, ainda no contexto da República Socialista Soviética Cazaque.

### Carreira
Nos Jogos Asiáticos de 2014, realizados em Incheon na Coreia do Sul, onde conquistou a medalha de bronze na categoria de até 63 quilos [en], onde dividiu a medalha com a judoca japonesa Kana Abe [en].
Integrou o selecionado do Cazaquistão nos Jogos Olímpicos de Verão de 2016 realizado no Rio de Janeiro, no Brasil. Em competição realizada na Arena Carioca 2, localizado no bairro da Barra da Tijuca, enfrentou a judoca chinesa Yang Junxia [en], quando foi derrotada após sofrer um ippon, na categoria de até 63 quilos. Marian encerrou a competição em décimo sétimo lugar, empatada com outras dez competidoras.
Participou de 3 edições do Campeonato Asiático de Judo [en]  – todos na categoria de até 63 quilos. Em 2007 [en], dividiu a medalha de bronze com a norte-coreana Hong Ok-song [en]. No ano de 2015 [en], novamente, ganhou uma medalha de bronze, desta vez, a dividindo com a sul-coreana Bak Ji-yun [en]. Após um ano, em 2016 [en], conquistou a medalha de ouro na competição, superando a atleta japonesa Megumi Horikawa [en].